# Kustavi
Kustavi (en suédois : Gustavs) est une petite municipalité insulaire de l'extrême sud-ouest de la Finlande, dans la province de Finlande occidentale et la région de Finlande du Sud-Ouest.

## Géographie
Le paysage y est assez spectaculaire. C'est l'une des communes les plus emblématiques de l'archipel finlandais, avec plus de 2 000 îles et 908 km de côte. Beaucoup d'îles ne sont pas habitées de manière permanente et la densité de population est une des plus faibles de la région.
Kustavi est une déformation du suédois Gustavs qui rappelle que la paroisse fut fondée par le roi Gustave III de Suède en 1783. La commune proprement dite ne fut cependant créée qu'en 1874.
Le grand évènement des dernières années fut l'ouverture du pont qui la relie à sa voisine Taivassalo (en 1982) qui met le village-centre à une grosse cinquantaine de kilomètres de la capitale provinciale Turku (et 30 d'Uusikaupunki).
L'ouverture de ce pont n'a pas ralenti la baisse de la population. Il a par contre nettement dynamisé le secteur du tourisme. La municipalité compte actuellement environ 2 900 maisons de vacances et décuple sa population au mois de juillet.
Outre Taivassalo à l'est, les municipalités voisines sont (au-delà de bras de mer) Uusikaupunki au nord-est, Velkua au sud-est, Iniö au sud et enfin Brändö à l'ouest, dans le territoire d'Åland.
La superficie hors mer est de 166 km².

## Démographie
Depuis 1980, la démographie de Kustavi a évolué comme suit,, :
| Année      | 1980  | 1985  | 1990  | 1995  | 2000  | 2005 | 2010 |
| ---------- | ----- | ----- | ----- | ----- | ----- | ---- | ---- |
| population | 1 285 | 1 239 | 1 150 | 1 067 | 1 008 | 930  | 874  |

| Année      | 2015 | 2020 |
| ---------- | ---- | ---- |
| population | 895  | 943  |

## Politique et administration

### Élections législatives finlandaises de 2019
Les résultats des élections législatives finlandaises de 2019 sont pour Kustavi
|               | Parti social-démocrate de Finlande (SDP) | 87    | 13,9 |  |  |  |
|               | Vrais Finlandais (PS)                    | 105   | 16,8 |  |  |  |
|               | Parti de la coalition nationale (Kok)    | 197   | 31,5 |  |  |  |
|               | Parti du centre (Kesk)                   | 114   | 18,2 |  |  |  |
|               | Ligue verte (Vihr)                       | 38    | 6,1  |  |  |  |
|               | Alliance de gauche (Vas)                 | 54    | 8,6  |  |  |  |
|               | Chrétiens-démocrates (KD)                | 8     | 1,3  |  |  |  |
|               | Parti populaire suédois (RKP)            | 8     | 1,3  |  |  |  |
|               |                                          |       |      |  |  |  |
| Votes rejetés | Votes rejetés                            | 25    | 1,0  |  |  |  |
| Total         | Total                                    | 2 578 | 100  |  |  |  |

### Conseil municipal
Les sièges des 15 conseillers municipaux sont répartis comme suit:
| Parti                            | Parti                              | Sièges 2021–2025 |
| -------------------------------- | ---------------------------------- | ---------------- |
|                                  | Parti social-démocrate de Finlande | 2                |
|                                  | Vrais Finlandais                   | 1                |
|                                  | Parti de la Coalition nationale    | 7                |
|                                  | Parti du centre                    | 5                |
| Sources : tulospalvelu.vaalit.fi |                                    |                  |

## Galerie

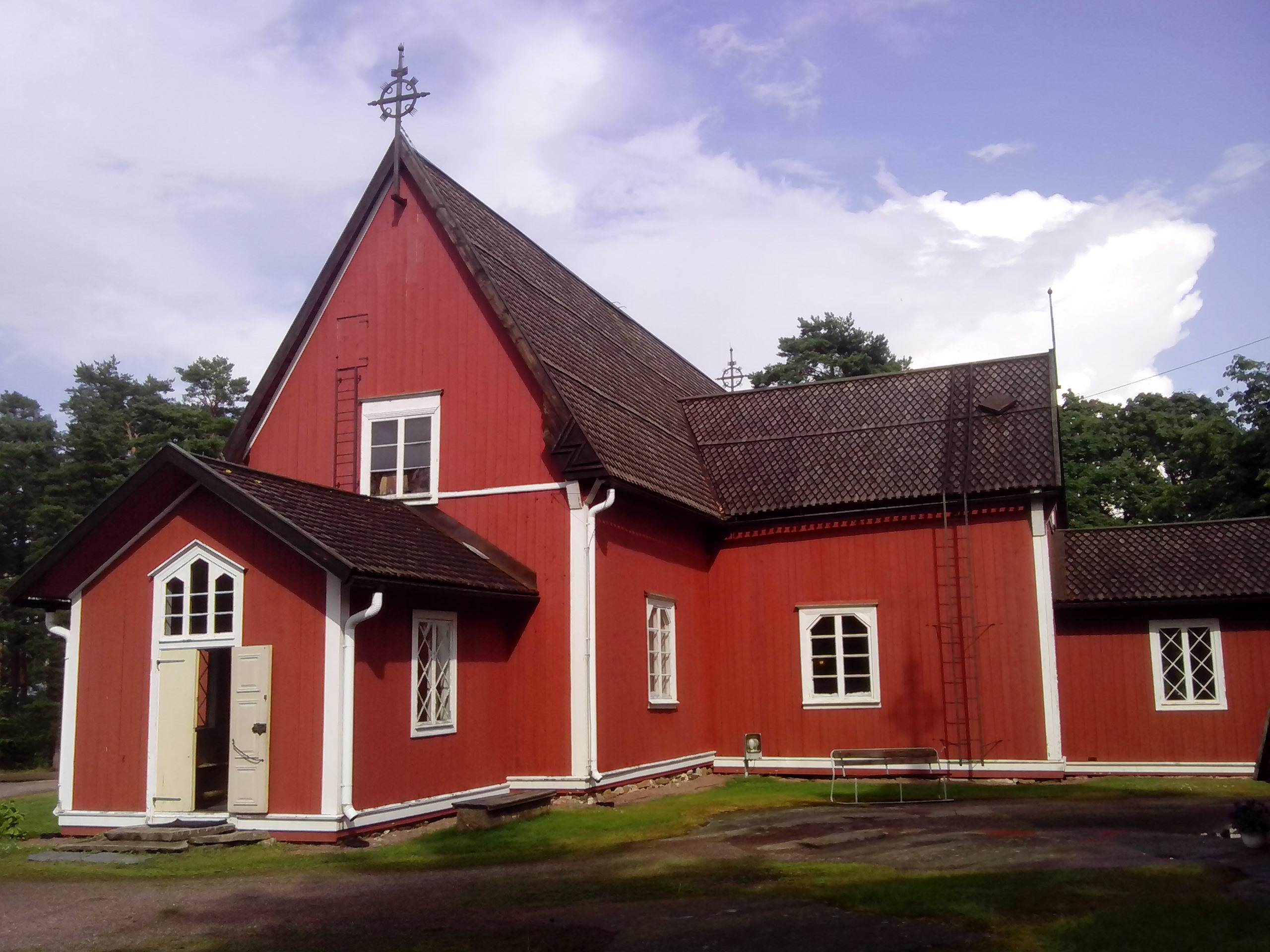
Église de Kustavi.
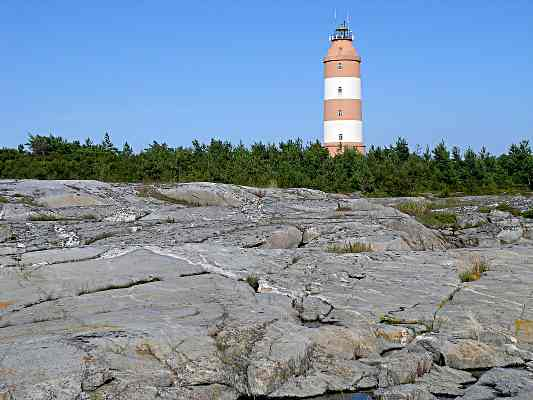
Phare d'Isokari
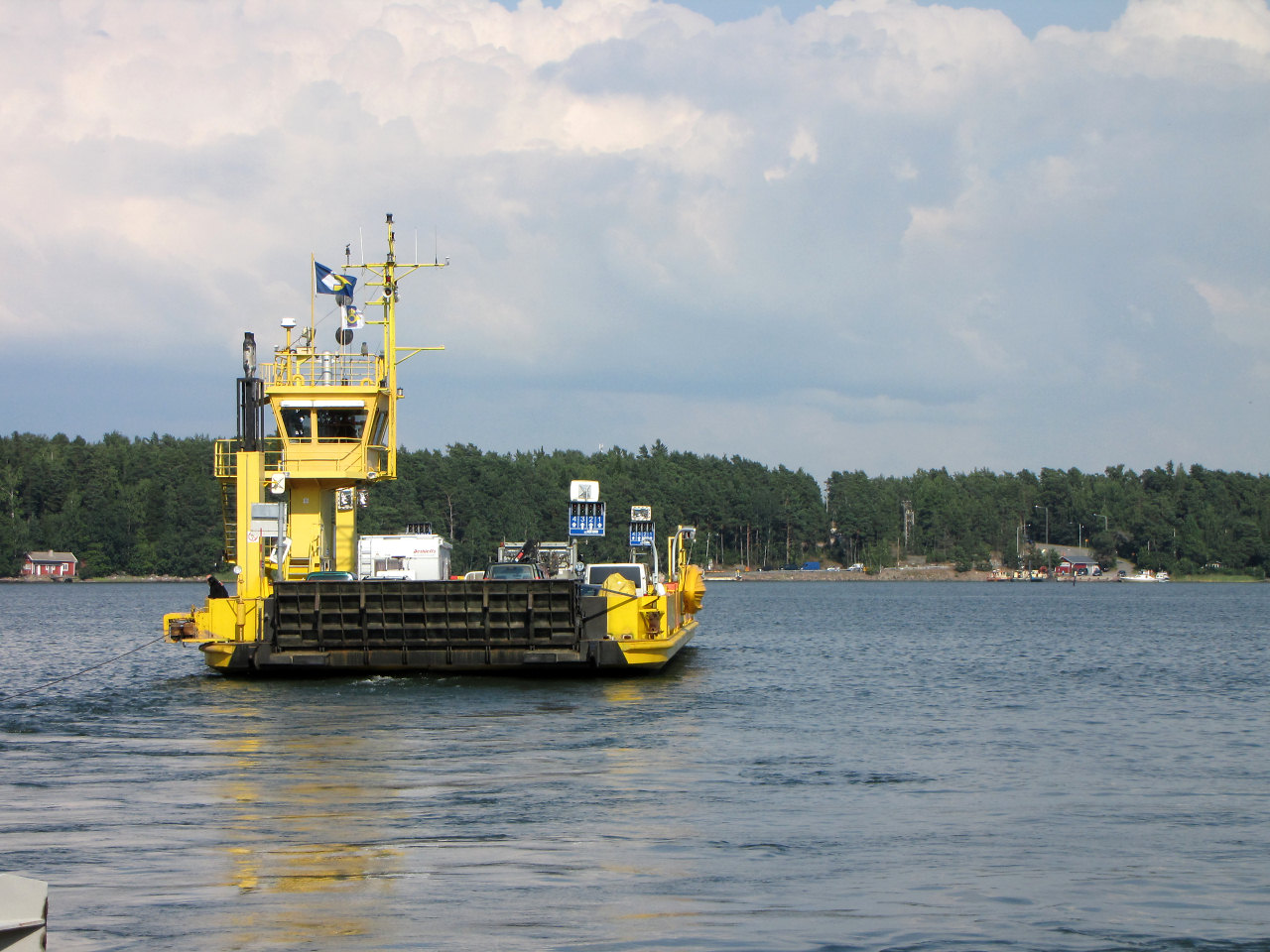
Traversier de la seututie 192 à Kustavi.